# Viduša (planina)
Viduša je planina u Bosni i Hercegovini.
Nalazi se u istočnoj Hercegovini, na tromeđi općina Bileća, Trebinje i Gacko. Najviši vrh Viduše nalazi se na 1419 metara nadmorske visine. Izgrađena je od vapnenaca pa je bezvodna. Prekrivena je kvalitetnom šumom, niskim raslinjem i travnjacima.

## Vanjske poveznice
|  | Zajednički poslužitelj ima još gradiva o temi Viduša |